# Colomba av Sens
Colomba av Sens, född 257 i Cobreros, död 273 i Sens, var en spansk jungfru, som led martyrdöden under kejsar Aurelianus kristendomsförföljelse. Hon vördas som helgon inom Romersk-katolska kyrkan, med minnesdag den 31 december.

## Biografi
Colomba föddes som Eporita i en hednisk familj i Spanien, men flydde till Frankrike av rädsla för att bli angiven till de romerska myndigheterna. Hon blev döpt och fick dopnamnet Colomba. Enligt traditionen fick kejsar Aurelianus upp ögonen för Colomba och ville att hon skulle gifta sig med hans son. Då hon vägrade, blev hon gripen och satt i fängelse. De romerska myndigheterna skulle bränna henne på bål, men hon skyddades av en björnhona och ett mirakulöst regn. Slutligen blev Colomba halshuggen.

## Bilder
| - Heliga Colomba räddas av en björnhona. Målning av Giovanni Baronzio. - Heliga Colombas martyrium. Målning av Giovanni Baronzio. - Heliga Colombas sarkofag i klostret Sainte-Colombe de Saint-Denis-lès-Sens. |